# Hyalochloria caviceps
Hyalochloria caviceps är en insektsart som beskrevs av Reuter 1907. Hyalochloria caviceps ingår i släktet Hyalochloria och familjen ängsskinnbaggar. Inga underarter finns listade i Catalogue of Life.